# Wooclap
Wooclap est une entreprise belge spécialisée dans le développement d'outils pédagogiques.

## Historique
Lancé en 2015, Wooclap a été fondé par Jonathan Alzetta et Sébastien Lebbe, ingénieurs de l’École polytechnique de Bruxelles. Initialement autofinancée, l'entreprise a attiré des investisseurs privés en 2017 pour soutenir son développement.
En janvier 2019, Wooclap est élue jeune entreprise innovante de l'année par Innoviris, l'institut d'encouragement de la recherche scientifique et de l'innovation de la Région de Bruxelles-Capitale, et remporte un prix de 500 000 €.
Début 2019, la startup annonce avoir levé 1,4 million d'euros supplémentaires pour étendre ses fonctionnalités,.
En 2021, Wooclap atteint le cap des 1 million d’utilisateurs, comprenant principalement des enseignants et formateurs. En septembre 2023, Wooclap franchit le cap des 50 millions d’utilisateurs. 
En 2023, les deux plateformes Wooclap et Wooflash intègrent l’intelligence artificielle. La technologie d'IA permet de créer en quelques secondes des questions à choix multiples (QCM), des sondages et des questions ouvertes.

## Recherches
Depuis le lancement de Wooclap en 2015, Wooclap a fait l’objet de nombreuses études de recherche sur son impact sur l’apprentissage,,,.